# 阿热 (热尔省)
阿热（法語：Haget）是法国热尔省的一个市镇，属于米朗德区（Mirande）米埃朗县（Miélan）。该市镇总面积9.1平方公里，2009年时的人口为307人。

## 人口
阿热人口变化图示